# Vasile Malinschi
Vasile Malinschi (n. 1 mai 1912, Râbnița, Imperiul Rus – d. 15 iulie 1992, București) a fost un economist român de origine rusă, membru titular (1955) al Academiei Române.
În anul 1935 a devenit membru al PCR. A fost prim-secretar al Academiei RPR.
Vasile Malinschi a fost Ministrul Comerțului Exterior în perioada 24 ianuarie 1953 - 16 februarie 1954, în guvernul condus de Gheorghe Gheorghiu-Dej.
În perioada 1 aprilie 1963 - 20 septembrie 1977 a fost guvernator al Băncii Naționale a Republicii Socialiste România.

## Distincții
- Medalia „A cincea aniversare a Republicii Populare Române” (24 decembrie 1952) „pentru lupta și munca duse în vederea făuririi, consolidării și prosperării Republicii Populare Române”[3]
- Ordinul Muncii clasa a III-a (21 august 1954) „pentru merite deosebite pe tărîmul construcției de stat, economice, sociale și culturale, cu ocazia celei de a zecea aniversări a eliberării patriei noastre”[4]
- Ordinul Muncii clasa I (30 decembrie 1957) „cu ocazia celei de a zecea aniversări a proclamării Republicii Populare Romîne și pentru merite deosebite în îndeplinirea sarcinilor date de Partidul Muncitoresc Romîn, pentru merite deosebite pe tărîmul construcției de stat, economice, sociale, culturale și obștești”[5]
- Medalia „40 de ani de la înființarea Partidului Comunist din Romînia” (6 mai 1961) „pentru activitate îndelungată în mișcarea muncitorească și merite în opera de construire a socialismului”[6]
- Ordinul „23 August” clasa a III-a (18 august 1964) „pentru merite deosebite în opera de construire a socialismului, cu prilejul celei de a XX-a aniversări a eliberării patriei”[7]
- Ordinul „Tudor Vladimirescu” clasa a III-a (30 aprilie 1966) „cu prilejul celei de-a 45-a aniversări de la înființarea Partidului Comunist din România, pentru îndelungată activitate în mișcarea muncitorească și merite deosebite în opera de construire a socialismului”[8]
- Ordinul „Meritul Științific” clasa I (26 septembrie 1966) „pentru merite deosebite în activitatea științifică, cu prilejul Centenarului Academiei Republicii Socialiste România”[9]
- Ordinul „Apărarea Patriei” clasa a II-a (4 mai 1971) „cu prilejul aniversării a 50 de ani de la constituirea Partidului Comunist Român, [...] pentru activitate îndelungată în mișcarea muncitorească și merite deosebite în opera de construire a socialismului”[10]

## Lucrări
- Dezvoltarea economică a României (1944–1964) (coord.), București, Editura Academiei RPR, 1964;
- Industria României (1944–1964) (coord.), București, Editura Academiei RPR, 1964;
- Aspecte actuale ale rentei funciare, București, Editura Academiei RSR, 1970;
- Studii de reformă agrară, București, Editura Academiei RSR, 1971